# George Johnston
George Johnston (1797–1855) fue un médico, botánico, algólogo, micólogo, ilustrador, y editor británico.

## Biografía
Era originario de Simprin, Berwickshire. Cuando todavía era joven, su familia se trasladó a Ilderton en Northumberland. Se educó primero en Kelso, luego en Berwick grammar school, y finalmente en la Universidad de Edimburgo. Fue aprendiz del médico John Abercrombie.
En 1818 Johnston comenzó la práctica en Berwick-on-Tweed, donde permaneció. El 23 de noviembre de 1819 se casó con la ilustradore Catalina Charles. Catharine ilustró muchas de sus publicaciones.
También en 1819 se graduó de doctor de Edimburgo, y en 1824 fue designado F.R.C.S.E. Fue tres veces alcalde de Berwick, y fue LL.D. de Aberdeen. Se retiró de la práctica en 1853 y murió en Berwick el 30 de julio de 1855.

## Obra
Sus obras independientes fueron:
- Inaugural Dissertation, Edinburgh, 1819.

- Flora of Berwick-upon-Tweed, v. i. 1829, v. ii. con criptógamas, 1831.

- Address to the Inhabitants of Berwick on Cholera, 1832.

- History of British Zoophytes, en Trans. of the Newcastle Natural History Soc. 1838; 2ª ed. 1847.

- The Molluscous Animals, en la edición inglesa de Georges Cuvier en Animal Kingdom, 1840.

- The History of British Sponges and Lithophytes, 264 p. 1842.

- An Address to the Members of the Berwickshire Naturalists' Club, Delivered at the Anniversary Held at Ford, September 20, 1843. 96 p. 1843.

- Introduction to Conchology, 1850, reimpreso de John Claudius Loudon Magazine, con el título Natural History of Molluscous Animals.

- Terra Lindisfarnensis: the Natural History of the Eastern Borders, v. i. Botany, with the popular names and uses of the plants, and the customs and beliefs which have been associated with them, 1853 (no se publicó más)

- Catalogue of the British non-parasitical Worms in the Collection of the British Museum, completado justo antes de la muerte de Johnston, pero no publican los administradores hasta 1865.

- Catalogus animalium et plantarum quæ in insula Lindisfarnensi visa sunt mense Maio, 1854, impreso en Proc. of the Berwickshire Naturalists' Club, 1873, vii. 46.[1]

- Selections from the Correspondence of Dr. George Johnston. Compiló Jane Johnston Barwell-Carter. Ed. David Douglas, 547 p. 1892

Desde 1837 uno de los editores de Magazine of Zoology and Botany, más tarde Annals and Magazine of Natural History. Contribuyó con más de 90 artículos en Edinburgh Philosophical Journal, Loudon's Magazine of Natural History, Trans. of the Natural History Soc. of Newcastle, Proc. of the Berwickshire Naturalists' Club.

## Honores

### Membresías
- 1817: calificó como miembro de Royal College of Surgeons of Edinburgh[1]

- cofundador de la Sociedad Ray y del Club de Naturalistas de Berwickshire.[4]
- La abreviatura «Johnst.» se emplea para indicar a George Johnston como autoridad en la descripción y clasificación científica de los vegetales.[5]

Publicaba sus identificaciones y clasificaciones de nuevas especies en : Index Kewensis; Acta Phytotax. Sin.; Fl. Neotrop. Monogr.